# Willey (Warwickshire)
Pour les articles homonymes, voir Willey.
Willey est un village et une paroisse civile du Warwickshire, en Angleterre. Il est situé dans le nord-est du comté, à environ 10 km au nord de Rugby, près de la frontière du Leicestershire; juste à l'ouest de la route A5 (Watling Street) qui marque la frontière du comté avec le Leicestershire. Administrativement, il relève du borough de Rugby.

## Centres d'intérêt
Juste à l'est du village se trouvent les vestiges de la ligne ferroviaire démantelée de Rugby à Leicester.
L'église du village, dédiée à St Leonard, est classée Grade II*.
Le pub du village de Willey s'appelait « Sarah Mansfield » ; il a acquis ce nom dans les années 1970, lorsque le titulaire du permis de l'époque l'a nommé en mémoire de sa grand-mère. Le pub s'appelait auparavant "The Plough". En 2020, il a été acheté par Adam Taylor, mari de Carly Taylor, propriétaire du célèbre pub Crooked House dans le Staffordshire. En septembre 2020, les nouveaux propriétaires ont vidé l'intérieur du pub avant qu'une demande d'aménagement ne soit déposée, ce qui a abouti à une ordonnance d'arrêt du conseil d'arrondissement de Rugby. Le pub n'a pas rouvert.

## Toponymie
Willey est un toponyme d'origine vieil-anglaise. Il fait référence à un bois ou une clairière (lēah) où poussent des saules (*wilig). Il est attesté sous la forme Welei dans le Domesday Book, compilé en 1086. Willey est le seul village du Warwickshire à avoir un nom probablement d'origine préchrétienne. On pense que le nom dérive du vieil anglais weoh qui signifie « temple ou lieu saint », ce qui peut donc signifier que le village était le site d'un tel temple ou sanctuaire.

## Démographie
Au recensement de 2011, la paroisse civile de Willey comptait 155 habitants. Elle en comptait 148 habitants au recensement de 2021.

## Galerie

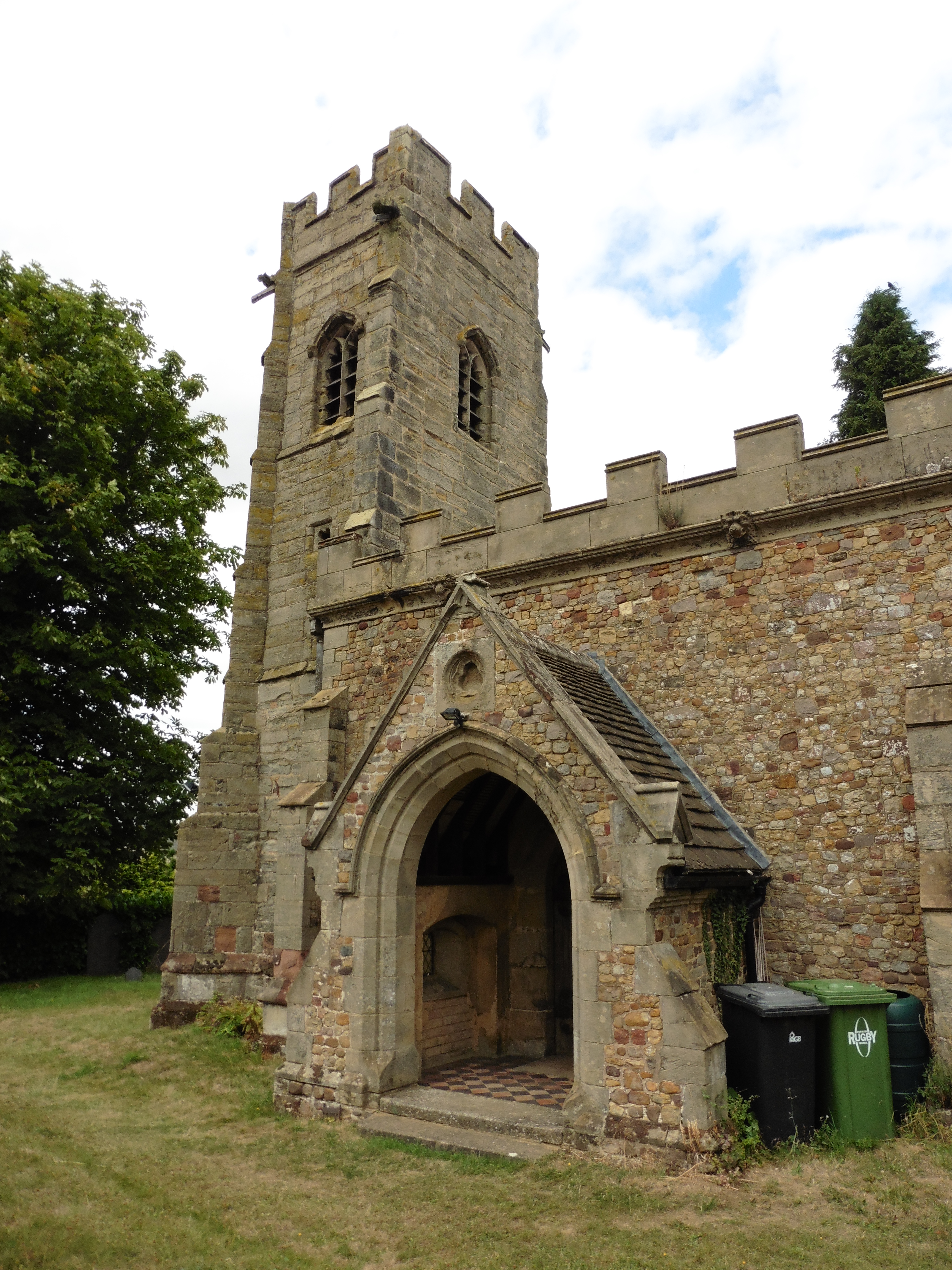
St. Leonard.
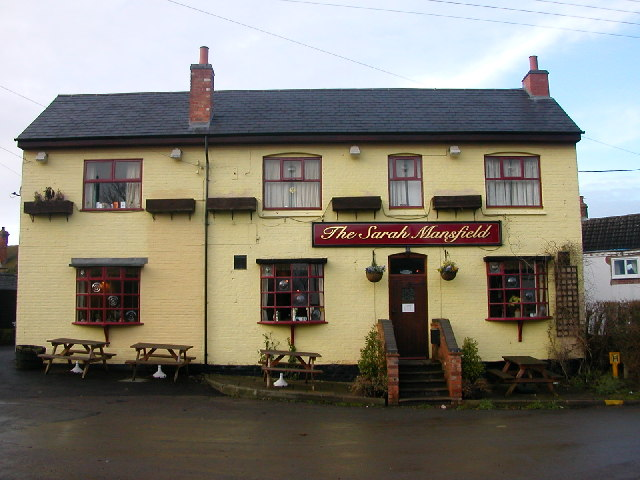
The Sarah Mansfield.
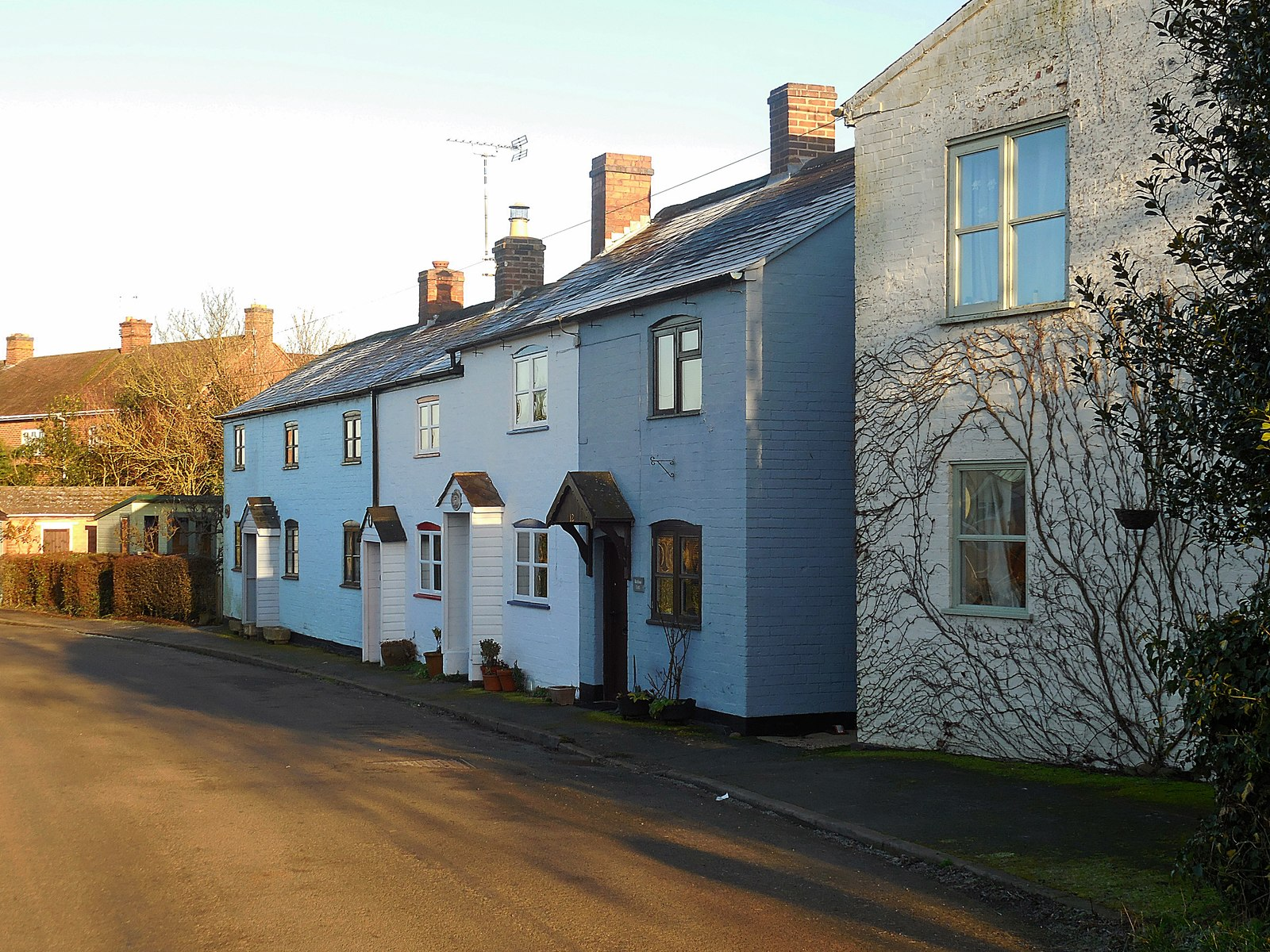
Cottages.